# Jasa
Jasa także jassa, jossa – prawo imperium mongolskiego, stworzone przez Czyngis-chana w pierwszych latach jego działalności. Słowo prawdopodobnie pochodzi od turkijskiego „yas” – rozprzestrzeniać.

## Powstanie
Jasa ukształtowała się w pierwszych latach po ogłoszeniu Temudżina Czyngis-chanem. Jej zalążkiem była przysięga złożona chanowi przez jego pierwszych poddanych, której tekst przytacza Tajna historia Mongołów. Wymienia ona obowiązki poddanych: Będziemy na czele armii wyruszać w pochód przeciw licznym wrogom, będziemy zdobywać [dla ciebie] piękne młode kobiety i bogate jurty, będziemy przyprowadzać ci w darze... wspaniałe konie, a także zestaw kar: Jeżeli w dniu bitwy nie posłuchamy twojej komendy, pozbaw nas naszego mienia i naszych żon! Rzuć nasze czarne głowy na ziemię! Jeżeli w dniu pokoju naruszymy porozumienie, pozbaw nas naszych ludzi, żon i dzieci! Porzuć nas w bezpańskiej ziemi!

## Rozwój
Jasa rozwijała się dalej w drodze kolejnych umów między chanem a przyłączającymi się do niego ludami. Od Wielkiego kurułtaju wyroki wydawane w zgodzie z jasą w postaci rozkazów wielkiego chana) miały być spisywane i stanowić precedens dla kolejnych spraw.
Pełna treść jasy nie jest znana, możemy się jej jedynie domyślać na podstawie nielicznych wzmianek w źródłach. Prócz zasad wymienionych wyżej zawierała też obowiązek pomocy towarzyszom, których życie było zagrożone w czasie walki. Wiadomo, że nie rozszerzył się zestaw kar. Były to wciąż jedynie śmierć, pozbawienie majątku i wygnanie. Zawierała też specyficzną formę uprzedzającego ułaskawienia: szczególnie zasłużeni poddani otrzymywali zwolnienie z kary za dziewięć przestępstw, które mogliby w przyszłości popełnić. Po śmierci Czyngis-chana Strażnikiem Jassy został jego syn Czagataj.